# Chicago Bulls
Chicago Bulls je košarkaška momčad američke lige NBA, a domaće utakmice igra u Chicagu u saveznoj državi Illinois.
Igraju u Centralnoj diviziji, na Istočnoj konferenciji.
Klub je osnovan 1966. godine, i ovaj klub se smatra jednim od najuspješnijim u povijesti NBA lige. Svoje domaće susrete igra u dvorani United Center. Tijekom devedesetih je osvojio šest naslova prvaka lige NBA, u osam godina, sa svojom velikom trojkom. Ta pobijednička momčad imala je igrače poput Michaela Jordana, Scottie Pippena Dennisa Rodmana, Tonija Kukoča, a bila je predvođena jednim od najtrofejnijih NBA trenera Philom Jacksonom. Bullsi su tijekom sezone 1995-96, imali najbolji omjer pobijeda i poraza 72-10, što je do sezone 2015. bio najbolji omjer pobjeda i poraza u jednoj NBA sezoni, kada su Golden State Warriorsi postigli omjer od 73-9.

## Povijest

### Početci
Prva era Bullsa počela je primanjem u NBA ligu 1966. godine. Zanimljivo je spomenuti, međutim, da su prije toga čak dvije košarkaške momčad bezuspješno pokušale egzistirati u Chicagu. Chicago Stagsi pokušali su naći svoje mjesto pod suncem u BAA ligi (Basketball Association of America), koja je prethodila današnjoj NBA, ali već nakon sezone 1949./1950. uslijedio je «raspad sistema». Početkom šezdesetih pojavili su se Chicago Packersi, ali nakon dvije godine loših rezultata i posljednjeg mjesta u ligi, promijenili su mjesto boravka, te su otišli u Baltimore. Danas taj klub nosi naziv Washington Wizards. Početak nove momčadi u «svijetu odraslih» bio je više nego uspješan. Trener Johnny «Red» Kerr vrlo brzo složio je kvalitetnu postavu, a spomenimo da je startna petorka Chicaga u prvoj službenoj utakmici u povijesti bila - Len Chappell, Bob Boozer, Don Kojis, Jerry Sloan (danas trener Utah Jazza), te Guy Rodgers. Upravo je ta okosnica momčadi bila najzaslužnija za 33 pobjede (uz 48 poraza), a to ostvarenje, ostalo je zabilježeno, bilo je najbolje u povijesti NBA lige među svim novim momčadima u prvoj sezoni igranja. U doigravanju od njih su bili bolji Hawksi, a Johnny Kerr proglašen je te sezone za najboljeg trenera lige.
Sezonu 1970./1971. završili su omjerom od 51 pobjede i 31 poraza, trener Dick Motta proglašen je najboljim stručnjakom u NBA-u, a igrač Bob Love ostvario je impresivan prosjek od 25,2 poena po susretu (Love je držao veliku većinu rekorda u momčadi Chicaga sve do pojave neprikosnovenog «Air Jordana»). U polufinalu Zapadne konferencije, međutim, bolji su bili Los Angeles Lakersi. U novu sezonu «Bikovi» su ušli pojačani novim igračem Normom Van Lierom koji je, zajedno s Jerryjem Sloanom, sačinjavao «najopakiji» bekovski par, barem što se tiče obrane. U napadu su glavnu riječ imali Love i Chet Walker, koji je, pak, protiv Cincinnatija postigao tada nevjerojatnih 56 koševa, još jedan klupski rekord koji je pao tek pred Jordanovim naletom. Iako su imali strašnu sezonu (čak 57 pobjeda), ponovno su «pali» pred budućim prvacima Lakersima. Konstanta uspješnih rezultata trajala je još dvije sezone, a onda su došli teški dani i godine u kojima košarka više nije «stanovala» u Chicagu. 

### Dolazak Michaela Jordana
Sve se, međutim, promijenilo sredinom osamdesetih godina. Nakon još jedne očajne sezone, kao i nekoliko prije njih, direktor košarkaških operacija Jerry Krause ugrabio je priliku za jackpot. Iako je NBA draft 1984. godine bio krcat zvijezdama, Chicago, koji je birao kao treća momčad, pokupio je vrhnje. Spas za Bullse stigao je u liku najboljeg studenskog igrača godine - Michaela Jordana. Već u prvoj sezoni Jordan je slabašne «Bikove» doveo do 38 pobjeda (uz 44 poraza) i doigravanja, no Milwaukee Bucksi su bili bolji. To, međutim, nije zabrinjavalo vodstvo kluba jer su znali da su dobili igrača za «sva vremena». Prva Jordanova sezona bila je gotovo nevjerojatna. Predvodio je momčad u gotovo svim statističkim kategorijama. Bio je treći strijelac lige (28,2 poena po susretu), a nevjerojatnim igrama izborio je mjesto u početnoj petorci Istoka na All Star utakmici, te, naravno, nagradu za najboljeg rookieja sezone.

### Dinastija iz 90-tih
Ipak, to još uvijek nije bilo dovoljno za značajnija ostvarenja u doigravanju. Mozaik pobjedničke momčadi polako se počeo slagati 1987. godine kada je Krause doveo Horacea Granta i Scottieja Pippena, no za uspjeh je nedostajao trener koji će posložiti nesumnjivo odlične igrače u skladan stroj za pobjede. Dirigentska palica gurnuta je u ruke Phila Jacksona, koji je 1989. godine, nakon nekoliko trenerskih sezona u manje poznatoj ligi (CBA - Continental Basketball Association) konačno dobio priliku za treniranje jedne NBA momčadi. Taj se potez upravi Chicaga višestruko isplatio.
Devedesete su vidjele stvaranje jedne nove dinastije rođene u Chicagu. Prva tri naslova NBA prvaka stigla su 1991., 1992. i 1993., a nakon kratkotrajne Jordanove avanture u bejzbolskim vodama, novi prstenovi došli su 1996., 1997. i 1998. godine. U novoj postavi veliku ulogu imali su, uz Pippena i Jordana, Dennis Rodman, Ron Harper, Steve Kerr i hrvatski košarkaš Toni Kukoč. Kako okarakterizirati uspjeh «Bikova»? Nema tu puno filozofije, pobjeda i poraz uvijek su bili u rukama jedne osobe – Michaela Jordana. Njegovih sedam uzastopnih naslova najboljeg strijelca lige, u kombinaciji s nevjerojatnim zakucavanjima i neviđenim šutevima, podigli su Bullse do neviđenih visina. Jordan je postavio nedostižne brojke za budućnost i ispisao neka od najnevjerojatnih poglavlja u povijesti NBA lige. Početkom devedesetih, uz pomoć fenomenalnih «pomoćnih glumaca», donio je navijačima Chicaga tri naslova, a nakon godine i pol umirovljenja vratio se još jači. Dovoljno za još tri naslova i besmrtnost na košarkaškoj karti svijeta... 

### Obnavljanje
Nakon šest naslova u posljednjih osam sezona, Jerry Reinsdorf, vlasnik Bullsa, te tvorac «The Dynasty» 90-tih Jerry Krause 1998. godine odlučili su se na formiranje nove momčadi. Osim Tonija Kukoča, svi predstavnici šampionske generacije «razbježali» su se (ili su pušteni) u druge momčadi, Bullsi su značajno oslabili. U svakoj sezoni osim 2002. – 2003. zauzimali su posljednje mjesto na tablici u svojoj diviziji. 
Nakon te sezone njihov generalni menađžer John Paxon je zamijenio 2005. draft picka u Phoenix Sunse za 2004. draft picka i na tome je draftu uzeo Bena Gordona, Luola Denga, Chrisa Duhona i doveo Andreasa Nocionia.
Međutim, u sezoni 2004. – 2005. Bullsi su uspjeli osvojiti 2. mjesto u svojoj diviziji s omjerom pobjeda i poraza 47-35 i plasirati se u doigravanje, ali tamo su već u prvom krugu u šest utakmica izgubili od Washington Wizardsa s 4-2.
Chicago Bullsi nisu birali na draftu u 2005. godini. Potpisali su sa slobodnim igračima da bi popunili roster- popis imena, dovevši Malik Allena, Darius Songaila i Michael Sweetneya. Napravili su trgovinu te dali Eddy Curryja, New York Knicksima za picka- odabira 1. kruga.
Ta sezona bila je uspješna za Chicago, jer su završili sezonu na 4. mjestu u Središnjoj diviziji i plasirali se u play-off kao sedmi u Istočnoj Konferenciji s omjerom pobjeda i poraza 41-41. U doigravanju su već u prvom krugu u šest utakmica izgubili od Miami Heata s 4-2.
Kako bi bili uspješniji doveli su Ben Wallacea iz Pistonsa. Chicago je dobio 2. odabir 1. kruga LaMarcusa Aldridgea no oni su ga mijenjali u Portland Trail Blazerse za Tyrus Thomasa sa sveučilišta LSU i Viktora Khryapu.
Sezona je bila uspješna, jer su završili s omjerom pobjeda i poraza 49-33 na 3. mjestu u Središnjoj diviziji i 5. mjestu na Istoku. Na početku doigravanja naišli su opet na Miami Heat, no ovaj put su Bullsi bili uspješni s 4-0 i prošli u drugi krug doigravanja, gdje su ih dočekali Detroit Pistonsi, koji su isto tako bez problema prošli Orlando Magic s 4-0. Pistonsi su prošli Chicago Bullse u ukupno šest susreta s ukupno 4-2.
Sezona 2007/2008 je počela tako što su dobili 9. odabir 1. kruga drafta i na njemu izabrali eksplozivnog Joakima Noaha sa sveučilšta Florida, Aarona Graya i Jamesona Currya. Otpisali su Malika Allena i Michaela Sweetneya. Ali Chicago Bullsi su sezonu 2007./2008. jako loše započeli s omjerom 2-10, a ni kasnije se nisu popravili pa je to rezultiralo otkazom treneru Scottu Skilesu. Na njegovo je mjesto došao Jim Boylan, zamjenik trenera, a vodio je momčad do kraja sezone.

## Glavni treneri
- Red Kerr (1966./67. – 1967./68.)
- Dick Motta (1968./69. – 1975./76.)
- Ed Badger (1976./77. – 1977./78.)
- Larry Costello (1978./79.) - trener prvih 56 susreta sezone 1979/80
- Scotty Robertson (1978./79.) - trener zadnjih 26 susreta sezone 1979./80. i imenovanje glavnim trenerom
- Jerry Sloan (1979./80. – 1981./82.) - otpušten nakon 51 susreta u sezoni 1981./82.
- Phil Johnson (1981./82.) - trener jednog susreta i imenovanje glavnim trenerom
- Rod Thorn (1981./82.) - trener zadnjih 30 susreta sezone 1981/82
- Paul Westhead (1982./83.)
- Kevin Loughery (1983./84. – 1984./85.)
- Stan Albeck (1985./86.)
- Doug Collins (1986./87. – 1988./89.)
- Phil Jackson (1989./90. – 1997./98.) (545-193)
- Tim Floyd (1998./99. – 2001./02.) - otpušten nakon 25 susreta u sezoni 2001./02.
- Bill Berry (2001./02.) - trener 2 susreta i imenovanje glavnim trenerom
- Bill Cartwright (2001./02. – 2003./04.) - trener zadnjih 55 susreta u sezoni 2001./02., otpušten nakon 14 susreta u sezoni 2003./04.
- Pete Myers (2003./04.), (2007./08.) - trener 3 susreta i imenovanje glavnim trenerom
- Scott Skiles (2003/04 - 2007/08) - trener zadnjih 66 susreta u sezoni 2003/04, otpušten nakon 25 susreta u sezoni 2007./08.
- Pete Myers (2007./08.) - trener 1 susreta i imenovanje glavnim trenerom
- Jim Boylan (2007./08.) - trener do kraja sezone 2007./08.
- Vinny Del Negro (2008. – 2010.)
- Tom Thibodeau (2010. - 2015.)
- Fred Hoiberg (2015. - 2018.)
- Jim Boylen (2018. - 2020.)
- Billy Donovan (2020. - trenutno)

## Igrači

### Međunarodna prava
| F | Vladimir Veremejenko | NBA Draft 2006. | 48. ukupno |
| F | Nikola Mirotić       | NBA Draft 2011. | 23. ukupno |

### Kuća slavnih
Igrači
| Igrač          | Pozicija | Sezone s Chicagom                                  | Godina ulaza |
| -------------- | -------- | -------------------------------------------------- | ------------ |
| Nate Thurmond  | C        | 1974. – 75., 1975. – 76.                           | 1985.        |
| George Gervin  | SG       | 1985. – 86.                                        | 1996.        |
| Artis Gilmore  | C        | 1976,-77., 1981. – 82., 1987.                      | 2011.        |
| Robert Parish  | C        | 1996. – 97.                                        | 2003.        |
| Michael Jordan | SG       | 1984. – 85., 1992. – 93., 1994. – 95., 1997. – 98. | 2009.        |
| Scottie Pippen | SF       | 1987. – 88., 1997. – 98., 2003. – 04.              | 2010.        |
| Dennis Rodman  | PF       | 1995. – 96., 1997. – 98.                           | 2011.        |

## Vanjske poveznice
- Chicago Bulls - Službene stranice (eng.)